# Blackmore’s Night
A Blackmore’s Night egy angol reneszánsz folk-rock együttes, amelynek élén Ritchie Blackmore gitáros és Candice Night énekes áll.

## Történet

### A kezdetek
Az együttes gyökerei 1989-ig nyúlnak vissza, amikor Candice Night egy New York-i rockrádiónál dolgozott. Richie Blackmore-ral (akkori Deep Purple-taggal) egy futballmeccsen találkoztak először. Ezt követően Richie Blackmore és Candice Night a magánélet terén is egymásra találtak, és rádöbbentek, hogy mindketten szenvedélyesen vonzódnak a reneszánsz iránt.
Richie Blackmore 1993-ban otthagyta a Deep Purple zenekart, 1995-ben pedig a Stranger in Us All album jelentette első közreműködésüket. Ezt követően eldöntötték, hogy a reneszánsz zenét megpróbálják bevonni a kortárs zenébe, és megismertetik a mai közönséggel.
Így 1997-ben megalakult a Blackmore’s Night, amelynek Candice Night lett a fronténekesnője.

### Shadow of the Moon (A hold árnyéka)
Bemutatkozó lemezük a Shadow of the Moon óriási sikert aratott kimondottan Európában[forrás?]. Ezt követő lemezeken így a Fires at Midnight lemezen is fellelhető a rockgitár-hangzás, s mindez továbbra is követte a folk rock vonalat. Az idők során Candice Night az ének mellett különböző reneszánsz hangszereket is bevont előadásába.
Az együttes reneszánsz fesztiválokon, vásárokon vett részt, emellett pedig egy kastélyturné keretén belül járta végig Európát.
Az együttes 2013-ban adta ki legújabb lemezét amely a Dancer and the Moon nevet viseli.

## Tagok

### Jelenlegi tagok
- Ritchie Blackmore - gitár, mandolin, domra, tekerőlant
- Candice Night - vokál
- Bard David of Larchmont - billentyűs hangszerek
- Squire Malcolm of Lumley (Malcolm Dick) - dobok
- Gypsy Rose (Elizabeth Cary) - hegedű
- Earl Grey of Chamay (Mike Clemente) - basszusgitár, mandolin és gitár

### Korábbi tagok
- Sisters of the Moon: Lady Madeline és Lady Nancy (Madeline and Nancy Posner) - háttérének
- Lord Marnen of Wolfhurst (Marnen Laibow-Koser) - hegedű, fuvola
- Chris Devine - hegedű, fuvola, gitár
- Carmine Giglio - billentyűsök
- Mike Sorrentino - ütős hangszerek
- Sir Robert of Normandie (Robert Curiano) - basszus, gitár
- Tudor Rose (Tina Chancey) - hegedű, fuvola
- Mick Cervino - basszusgitár
- Marci Geller
- Adam Forgione
- Alex Alexander
- Jessie Haynes - gitár, háttérének
- Lady Rraine (Lorraine Ferro) - ének
- Baron St James

## Diszkográfia

### Albumok
- Shadow of the Moon - 1997
- Under a Violet Moon -1999
- Fires at Midnight - 2001
- Minstrels and Ballads - 2001
- Ghost of a Rose - 2003
- Past Times with Good Company - 2003
- Beyond the Sunset: The Romantic Collection - 2004
- Paris Moon - 2004
- The Village Lanterne - 2006
- Winter Carols - 2006
- Secret Voyage - 2008
- Autumn Sky - 2010
- Dancer and the Moon - 2013
- All Our Yesterdays - 2015
- Nature's Light - 2021

### Kislemezek
- The Times They Are a Changin – 2002
- Home Again – 2003
- All Because of You – 2004
- I'll Be There (Just Call My Name) – 2005
- Christmas Eve – 2006
- Olde Mill Inn – 2006
- Streets of London – 2006
- Hark the Herald Angels Sing – 2006
- Locked Within the Crystal Ball – 2008

### Videóklipek
- Shadow Of The Moon - 1997
- No Second Chance - 1997
- The Times They Are A Changin - 2001
- Ghost Of A Rose - 2003
- Way To Mandalay - 2003
- Christmas Eve - 2005
- Once In A Million Years - 2005
- The Village Lanterne - 2006
- Locked Within The Crystal Ball - 2008
- Highland - 2010